# Blepharis dilatata
Blepharis dilatata är en akantusväxtart som beskrevs av C. B. Cl.. Blepharis dilatata ingår i släktet Blepharis och familjen akantusväxter. Inga underarter finns listade i Catalogue of Life.